# 龍泉驛田氏支祠
龍泉驛田氏支祠位於四川省成都市龍泉驛區，文物遺址年代判定為近代。2007年6月1日公佈為四川省第七批文物保護單位。